# 澄江の化石産地
澄江の化石産地（ちょうこうのかせきさんち）は、中華人民共和国の世界遺産のひとつであり、カンブリア紀の生態系を考察する上でカナダのバージェス頁岩と並んで世界的に重要な化石生物群、いわゆる澄江動物群が産出した地域である。カンブリア紀の化石産地の中では最も古い部類に属し、多くの軟らかい組織が残された保存状態の良好さも高く評価されている。また、最古の脊椎動物であるミロクンミンギアをはじめ、保存された種の多様性にも特色がある。

## 調査と保護の歴史

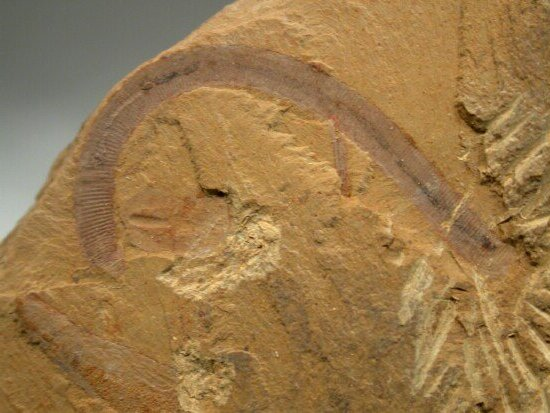
帽天山の名を冠するマオティアンシャニア・キリンドリカ（円筒帽天山蠕虫）。現在は貴州省など中国の他の地域でも見付かっている。

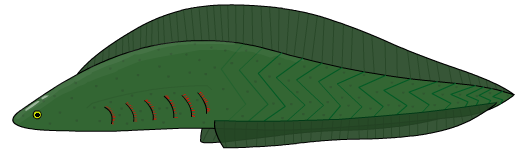
ミロクンミンギア（昆明魚）の復元図

澄江の化石産地は雲南省玉渓市澄江市にある。その澄江市は雲南省都の昆明市からは東南に60 km離れている。その澄江の帽天山周辺は、20世紀初頭には化石生物の産地として、フランス人研究者オノレ・ラントノワ (Honoré Lantenois)、ジャック・ドプラ、アンリ・マンシュイ (Henri Mansuy) らが調査を行なっていた。この調査で軟体性の生物の化石が発見されており、カンブリア紀のクンミンゲラの存在も報告されていたが、大きく注目されることはなかった。
いわゆる澄江動物群の産地として本格的な調査が始まるのは1984年以降のことである。この年の6月から帽天山の調査に当たっていた古生物学者の侯先光が、7月1日に未知の生物の軟体部を発見したのを契機に、次々と新たな軟体部の化石を発見したのである。当初の調査に引き続いて、1990年頃まで断続的に調査が重ねられ、調査範囲も周辺の馬鞍山、小濫田村付近などに拡大された。その成果が段階的に公表されたことで、重要性が広く認知されるようになった。未知の生物群が発見されたことはもちろん重要だが、ハルキゲニアなどの既に存在が知られていた生物についても、後述するように重要な知見をもたらした。
1990年代に入ると南京地質古生物研究所などによる組織的な調査も行なわれるようになり、1999年には西北大学の舒徳干が、ミロクンミンギア属とハイコウイクチス属という2つの脊椎動物の化石を発見し、カンブリア紀に脊椎動物はいなかったとする従来の認識を覆した。なお、この発見に関する論文は『ネイチャー』に掲載されたが、のちに侯などからはハイコウイクチス属はミロクンミンギア属と同一の属とすべきであるとの見解が示された。
カンブリア紀は膨大なリンの鉱床が形成された時期でもあり、どのような関連性かは解明されていないが、当時の進化とリン酸塩には何らかの関連性があると考えられている。澄江の化石産地周辺もリン鉱石を産出し、かつてはその採掘が行われていた。しかし、2008年までに、世界遺産登録範囲周辺の緩衝地域では、かつて行われていた14箇所でのリン採掘はすべて停止された。一帯は公有地となっており、中国の国内法で保護されているほか、帽天山周辺の地区は雲南省澄江国家地質公園という名称でジオパークにもなっている。

## 生物相

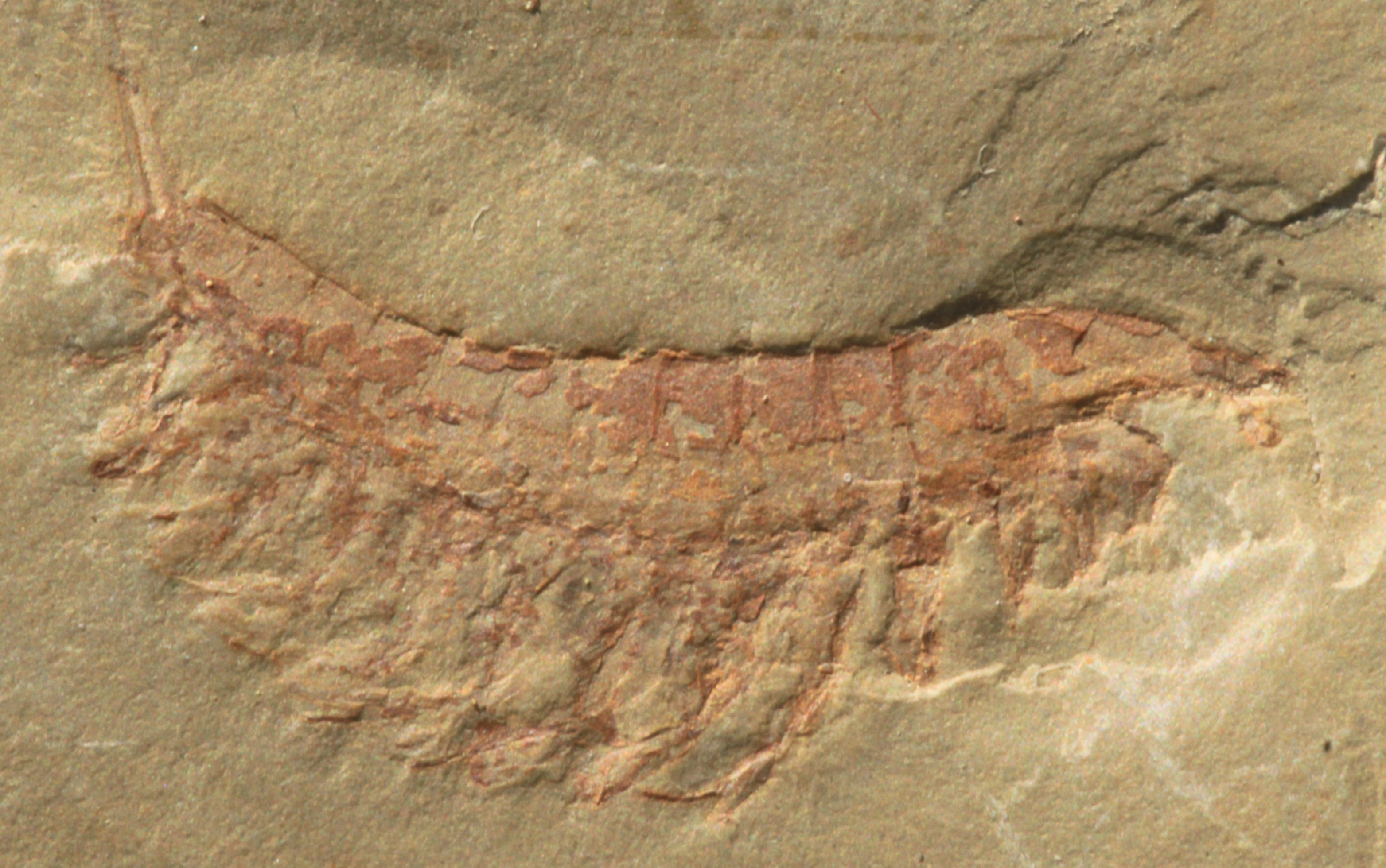
澄江のみで発見されているレアンコイリア・イレケブロサ（迷人林喬利虫）

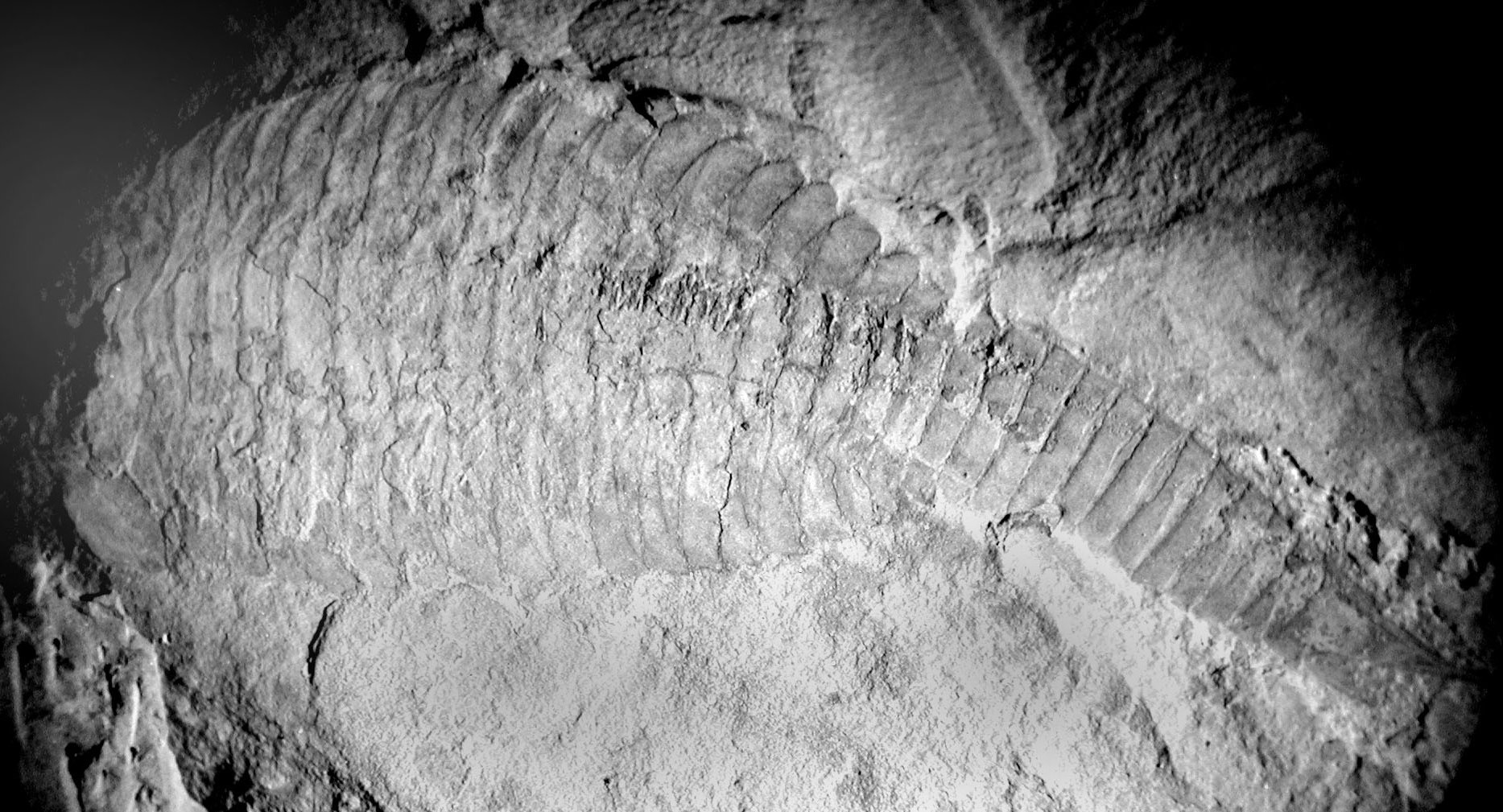
澄江のみで発見されているフクシアンフイア・プロテンサ（延長撫仙湖虫）

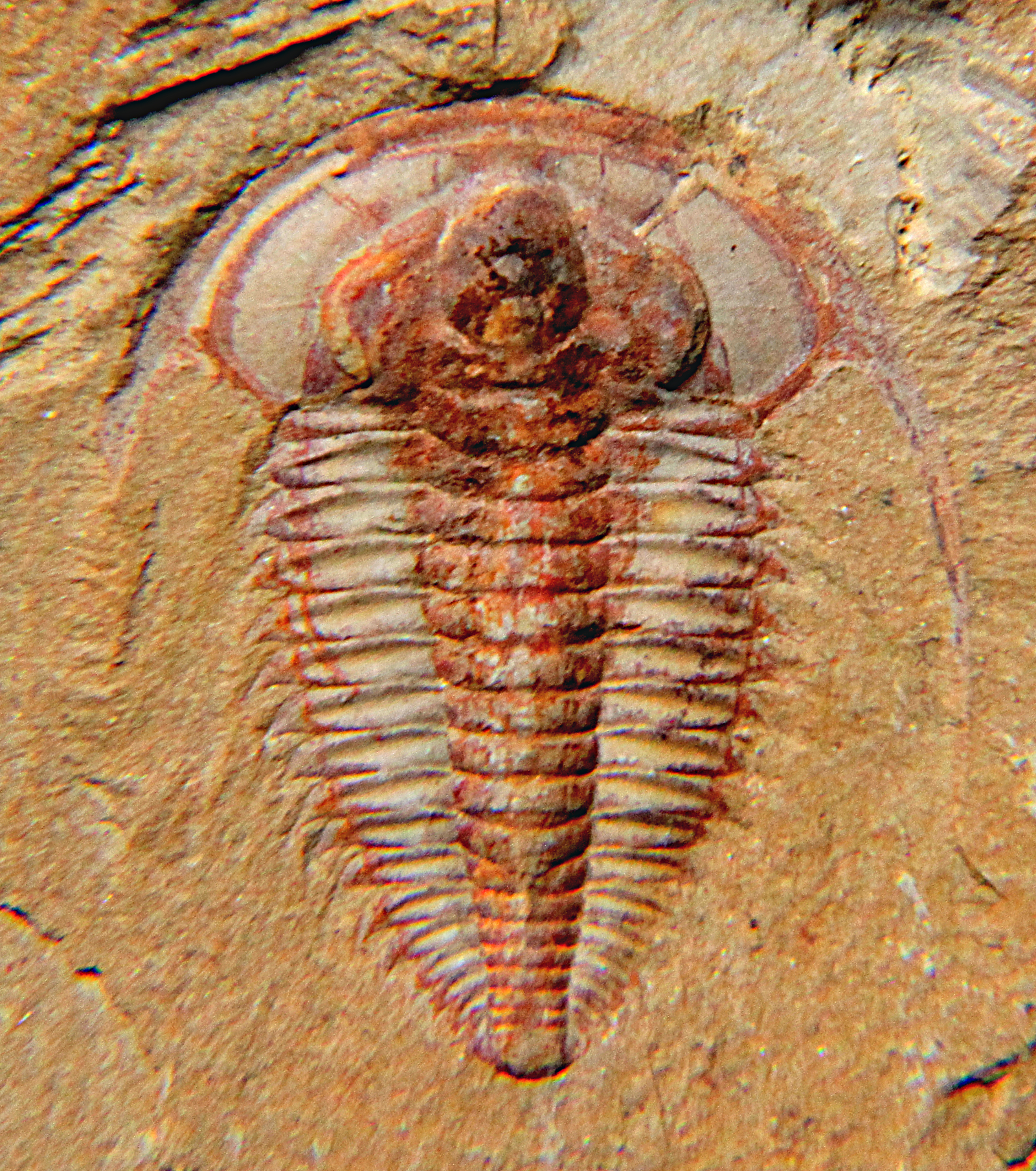
帽天山から産出した三葉虫の一種

一帯の先カンブリア時代からカンブリア紀にかけての地層は、以下のように分かれる。まず最下層が苦灰岩や燐灰土から成る漁戸村累層 (Yuhucun Formation) で、この層から微小硬骨格化石群が産出している。次が黒林鋪累層 (Heilinpu Formation) で、シルト岩から成る下層の石岩頭部層 (Shiyantou Member) と、粘土岩層・シルト岩層などから成る上層の玉案山部層 (Yu’anshan Member) とに分かれる。いわゆる澄江動物群は玉案山部層から産出した。
澄江動物群はカンブリア紀の重要な化石群を含むバージェス頁岩よりも、およそ1000万年ないし1500万年ほど古い時期の生物たちであると考えられている。バージェス頁岩の場合、多くの生物は押し潰され、平面になっている化石から、立体像を復元する必要があった。しかし、澄江動物群の場合、立体的な姿をとどめる化石も残っている。
一帯から発見されている生物は196種にも及び、分類可能なものだけで16門に分かれており、藻類、海綿動物、刺胞動物、有櫛動物、鰓曳動物、節足動物のナラオイア、ユンナノゾーンおよび初期の脊索動物を含む左右相称動物などが挙げられる。アコスミア・マオティアニア（Acosmia maotiania、帽天無飾蠕虫）、ユンナノカリス・メギスタ（Yunnanocaris megista、大雲南蝦）、コンビニヴァルヴラ・チェンジアンゲンシス（Combinivalvula chengjiangensis、澄江融殻虫）、パラパレオメルス・シネンシス（Parapaleomerus sinensis、中国似古節虫）、ファキヴェルミス・ユンナニクス（Facivermis yunnanicus、雲南火把虫）、マアンシャニア・クルスティケプス（Maanshania crusticeps、殻頭馬鞍山虫）など、21世紀初頭の時点でカンブリア紀のほかの化石産地では確認されていない生物群も含まれている。これらの全てが世界遺産登録地域から産出しているわけではなく、周辺の発掘地域で発見されたものも含まれているが、これだけ多様な化石が一帯から産出していることは、世界遺産登録地域を位置付ける上でも重要とされた。
ハルキゲニアの従来の復元図が上下さかさまであったことも、澄江で発見された良好な標本に触手（肢）が2列残っていたことから明らかになった。

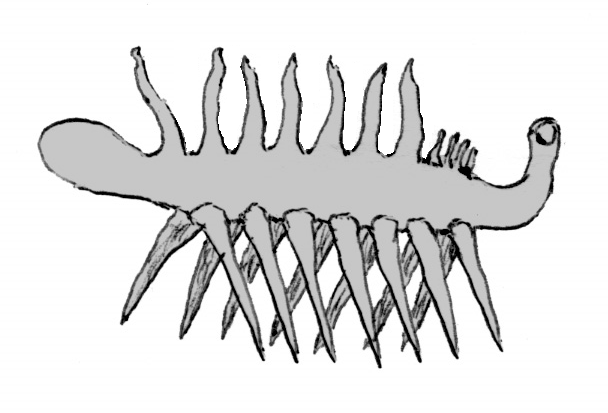
棘を下にしているかつての復元図。触手は1列のみだった。
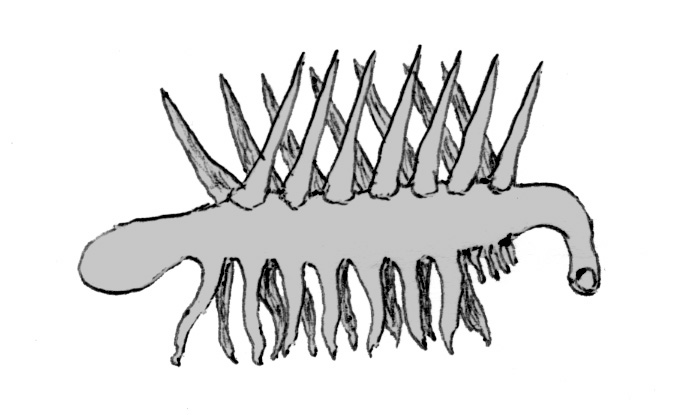
現在の復元図。触手と思われたものは、2列並んで先端にカギ爪のある肢と認識されている。

また、澄江で発見されたミクロディクティオンの化石は、カンブリア紀の地層から産出していた微小硬骨格化石群のひとつの正体を特定することにつながった。微小硬骨格化石群には、リン酸塩でできた網状の円盤が確認されていたが、それはミクロディクティオンの葉状肢のそれぞれの付け根近くについていた一種の肩当てのようなものだったのである。
さらに、脊椎動物の起源についても新たな発見があった。従来、最古の脊椎動物の化石はオルドビス紀のアランダスピスであり、顎のない原始的な魚の出現はカンブリア紀後期からオルドビス紀初期のいずれかの時期だったのではないかとも推測されていた。しかし、ヌタウナギなどと同じ無顎類に属すると考えられる原始的な魚であるミロクンミンギアが1999年に発見されたことにより、従来の見解は覆されたのである。

## 登録経緯
中国当局は2005年に、澄江動物群が初めて産出した帽天山周辺から、その北東の馬鞍山地区、小濫田地区までの面積およそ512haの地域を、「澄江のラーガーシュテッテ保護地域」(The protection zone of Chengjiang fossil lagerstätte) の名で、世界遺産の暫定リストに登録した。
2010年の時点で、人類出現以前の時代の化石産地を対象とする世界遺産は12件登録されていた。しかし、それらはミグアシャ国立公園（カナダ、デボン紀）、ジョギンズの化石の崖群（カナダ、石炭紀）、サン・ジョルジョ山（スイス / イタリア、三畳紀）、ドーセットと東デヴォン海岸（イギリス、ジュラ紀ほか）など、カンブリア紀以外の時期のものばかりで、カンブリア紀の化石産地はカナディアン・ロッキー山脈自然公園群しかなかった。その世界遺産にはバージェス頁岩が含まれており、いわゆる「カンブリア爆発」をめぐる議論への寄与度はきわめて大きく、象徴的存在ともなっている。しかし、澄江はバージェス頁岩よりも古い時期である上に、196種も見付かっている澄江の化石の中で、バージェスと重複するのは6種しかない。中国当局はそうした古さや多様性の点から、澄江もバージェス頁岩と同等の重要性は認められるものと判断した。
また、世界遺産になっていないカンブリア紀の化石産地には、オーストラリア・カンガルー島のエミュ・ベイ、スウェーデンのオルステン、グリーンランドのシリウス・パセットなどがあり、中国国内にも貴州省の凱里などがあるが、それらは多様性ないし保存状態などの点で、澄江やバージェス頁岩には及ばないものと中国当局は見なした。
そうした比較研究を踏まえ、中国当局は澄江の化石産地に顕著な普遍的価値が認められるものとして、2011年に正式に推薦した。 世界遺産委員会の諮問機関であるIUCNは、中国当局の推薦書と現地調査の結果を元に、世界遺産委員会への勧告書を作成した。IUCNは中国による比較研究を認めた上で、レナ石柱自然公園（2012年登録のロシアの世界遺産。当時は暫定リスト登録物件として推薦中）との比較も行なった。レナ石柱自然公園はカンブリア紀の岩石群が隆起した奇観に特色のある自然公園であり、当然カンブリア紀の化石生物も産出している。しかし、多様性の点ではやはり澄江には及ばないとして、IUCNはレナ石柱自然公園との比較を踏まえても、澄江の顕著な普遍的価値は揺らがないと判断し、世界遺産委員会に「登録」を勧告した。

### 登録基準
世界遺産委員会でも勧告がそのまま受け入れられたので、この世界遺産は世界遺産登録基準のうち、以下の条件を満たし、登録された（以下の基準は世界遺産センター公表の登録基準からの翻訳、引用である）。
- (8) 地球の歴史上の主要な段階を示す顕著な見本であるもの。これには生物の記録、地形の発達における重要な地学的進行過程、重要な地形的特性、自然地理的特性などが含まれる。

基準 (8) の適用理由は、前述のように保存状態の良さと多様性の点で傑出していることが評価されたものである。

### 登録名
世界遺産としての正式登録名は、Chengjiang Fossil Site（英語）、Site fossilifère de Chengjiang（フランス語）である。また、ユネスコの世界遺産センターはそれらと別に「澄江化石遺址」という中国語名を公表している。その日本語訳は資料によって以下のような違いがある。
- 澄江の化石出土地域（世界遺産アカデミーなど）[39]
- 澄江の化石産地（日本ユネスコ協会連盟）[40]
- 澄江の化石発掘地（古田陽久 古田真美）[41]
- 澄江（チョンチアン）化石産地（なるほど知図帳）[42]
- 澄江化石地（西和彦）[43]